# Luchthaven Roberts Internationaal
Luchthaven Roberts Internationaal (IATA: ROB, ICAO: GLRB) is een luchthaven in de West-Afrikaanse staat Liberia. Het ligt ongeveer 56 km van de hoofdstad van het land, Monrovia. De luchthaven ligt ook vlak bij het stadje Harbel. De startbaan is tevens een noodlandingsbaan voor spaceshuttles van de NASA. De luchthaven is vernoemd naar Joseph Jenkins Roberts, de eerste president van Liberia, en wordt daarom ook weleens Robertsfield genoemd.

## Geschiedenis
In 1942 ondertekende de Liberiaanse staat een verdedigingspact met de Verenigde Staten. Hiermee begon een periode van strategische wegenbouw en andere constructies, die van belang waren voor de Amerikaanse soldaten, om de uitbreiding van de asmogendheden te controleren, voornamelijk op de Italiaanse bezetting in Noord-Afrika. De luchthaven was dus eigenlijk gebouwd als vliegbasis voor de Amerikaanse luchtmacht. Robertsfield had een lange startbaan, zodat er B-47 Stratojets konden landen en tanken, waarmee Liberia toen de langste startbaan in Afrika had. President Franklin Delano Roosevelt had in die tijd zelfs een lunch met de president van Liberia, Edwin J. Barclay, op Robertsfield, tijdens zijn bezoek aan Liberia in 1943.
Het verhaal van Roberts International is consequent verbonden met Pan Am. In feite werd de hele luchthaven vanaf het einde van de Tweede Wereldoorlog tot 1985 bediend en beheerd door Pan Am, onder contract van het Liberiaanse Ministerie van Transport. Monrovia was constant een sleutelbestemming in het Afrikaanse netwerk van Pan Am, meestal als tussenstop naar Accra en Dakar, van waar naar Europa en New York gevlogen werd. In de jaren 70 en 80 werd de luchthaven de voornaamste hub van Pan Am, met een non-stop dienst vanaf John F. Kennedy International Airport, waarbij overgestapt kon worden naar bestemmingen als Dakar, Accra, Abidjan, Lagos, Conakry en vele anderen, de vlucht uit New York vloog door naar Nairobi en soms zelfs naar Johannesburg, zodat bijna elke passagier naar Afrika langs Robertsfield kwam. De aanwezigheid van Pan Am verminderde midden jaren 80, toen het Afrikaanse netwerk van Pan Am langzaam de kop in werd gedrukt. Pan Am beëindigde haar management in 1985, maar de luchthaven was tot in 1986 een vaste stop op de route JFK (New York) - Dakar - Monrovia - Lagos - Nairobi.
Op een moment in de Liberiaanse burgeroorlog liep de terminal veel schade op en werd onbezet en ongebruikt. Tegenwoordig bestaat de luchthaven uit een kleine terminal, met een er naast die voornamelijk gebruikt wordt door de Verenigde Naties, maar ook door luchtvaartmaatschappijen. Ook is het een alternatieve landingsplaats voor de NASA.
De luchthaven is duidelijk de drukste en belangrijkste vliegtuig faciliteit in het land, omdat ze als enige in het land lijndiensten hebben tussen Europa, en binnenkort ook de Verenigde Staten. Echter, Monrovia's tweede luchthaven, Luchthaven Spriggs Payne, de andere luchthaven in het land met een verharde landingsbaan, ligt dichter bij de stad, en wordt daarom in de toekomst ook gebruikt voor lijndiensten naar Kameroen door Elysian Airlines. Op dit moment bestaat het dagelijkse verkeer uit ongeveer 4 tot 5 vluchten per dag. De belangrijkste verbinding is naar Accra, met vier maatschappijen die bijna dagelijks naar de luchthaven vliegen.

## Luchtvaartmaatschappijen en bestemmingen
- Air France - Conakry, Parijs - Charles de Gaulle
- Air Nigeria - Accra, Lagos
- Arik Air - Accra, Lagos
- Brussels Airlines - Accra, Brussel
- Delta Air Lines - Accra, Atlanta
- Kenya Airways - Accra, Nairobi
- KLM - Amsterdam, Freetown
- Royal Air Maroc - Casablanca, Freetown